# Liste des présidents de la République slovaque
Ce tableau recense les présidents de la République slovaque.

## Histoire
Sous le régime de l'État slovaque, État satellite du Troisième Reich institué entre 1939 et 1945, le président de l'État est le chef du parti unique, Jozef Tiso.
Le 1er janvier 1993, la République slovaque prend son indépendance à la suite de la dissolution de la République fédérale tchèque et slovaque et adopte une Constitution dans laquelle le président de la République est élu par le Conseil national à la majorité des trois cinquièmes, soit 90 voix.
Le président du gouvernement Vladimír Mečiar exerce les fonctions présidentielles par intérim jusqu'à l'élection de Michal Kováč. À l'issue du quinquennat de ce dernier, Mečiar assume de nouveau l'intérim de la présidence faute de majorité qualifiée au Conseil national. En 1999, un amendement constitutionnel transforme le scrutin en une élection directe.

## Titulaires
| Titulaire | Titulaire        | Élection  | Dates du mandat                                           | Parti                       | Parti     | Président du gouvernement    | Président du gouvernement    |
| --- | ---------------- | --------- | --------------------------------------------------------- | --------------------------- | --------- | ---------------------------- | ---------------------------- |
| État slovaque |                  |           |                                                           |                             |           |                              |                              |
| | Jozef Tiso       | 1939      | 26 octobre 1939 – 3 avril 1945 (5 ans, 5 mois et 8 jours) |                             | HSĽS-SSNJ |                              | Lui-même (1939)              |
| | Jozef Tiso       | 1939      | 26 octobre 1939 – 3 avril 1945 (5 ans, 5 mois et 8 jours) | Vojtech Tuka (1939-1944)    | HSĽS-SSNJ |                              |                              |
| | Jozef Tiso       | 1939      | 26 octobre 1939 – 3 avril 1945 (5 ans, 5 mois et 8 jours) | Štefan Tiso (1944-1945)     | HSĽS-SSNJ |                              |                              |
| République slovaque |                  |           |                                                           |                             |           |                              |                              |
| Vacance : intérim de Vladimír Mečiar (du 1er janvier au 2 mars 1993)                                                      |                  |           |                                                           |                             |           |                              |                              |
| | Michal Kováč     | 1993      | 2 mars 1993 – 2 mars 1998 (5 ans)                         |                             | HZDS      |                              | Vladimír Mečiar (1993-1994)  |
| | Michal Kováč     | 1993      | 2 mars 1993 – 2 mars 1998 (5 ans)                         | Jozef Moravčík (1994)       | HZDS      |                              |                              |
| | Michal Kováč     | 1993      | 2 mars 1993 – 2 mars 1998 (5 ans)                         | Vladimír Mečiar (1994-1998) | HZDS      |                              |                              |
| Vacance : intérim de Vladimír Mečiar (du 2 mars au 30 octobre 1998) et Ivan Gašparovič (du 14 juillet au 30 octobre 1998) |                  |           |                                                           |                             |           |                              |                              |
| Vacance : intérim de Mikuláš Dzurinda et Jozef Migaš (du 30 octobre 1998 au 15 juin 1999)                                 |                  |           |                                                           |                             |           |                              |                              |
| | Rudolf Schuster  | 1999      | 15 juin 1999 – 15 juin 2004 (5 ans)                       |                             | SOP (sk)  |                              | Mikuláš Dzurinda (1999-2004) |
| | Ivan Gašparovič  | 2004 2009 | 15 juin 2004 – 15 juin 2014 (10 ans)                      |                             | HZD       | Mikuláš Dzurinda (2004-2006) |                              |
| | Ivan Gašparovič  | 2004 2009 | 15 juin 2004 – 15 juin 2014 (10 ans)                      | Robert Fico (2006-2010)     | HZD       |                              |                              |
| | Ivan Gašparovič  | 2004 2009 | 15 juin 2004 – 15 juin 2014 (10 ans)                      | Iveta Radičová (2010-2012)  | HZD       |                              |                              |
| | Ivan Gašparovič  | 2004 2009 | 15 juin 2004 – 15 juin 2014 (10 ans)                      | Robert Fico (2012-2014)     | HZD       |                              |                              |
| | Andrej Kiska     | 2014      | 15 juin 2014 – 15 juin 2019 (5 ans)                       |                             | Sans      | Robert Fico (2014-2018)      |                              |
| Peter Pellegrini (2018-2019)                                                                                              | Andrej Kiska     | 2014      | 15 juin 2014 – 15 juin 2019 (5 ans)                       |                             | Sans      |                              |                              |
| | Zuzana Čaputová  | 2019      | 15 juin 2019 – 15 juin 2024 (5 ans)                       |                             | PS        | Peter Pellegrini (2019-2020) |                              |
| | Zuzana Čaputová  | 2019      | 15 juin 2019 – 15 juin 2024 (5 ans)                       | Igor Matovič (2020-2021)    | PS        |                              |                              |
| | Zuzana Čaputová  | 2019      | 15 juin 2019 – 15 juin 2024 (5 ans)                       | Eduard Heger (2021-2023)    | PS        |                              |                              |
| | Zuzana Čaputová  | 2019      | 15 juin 2019 – 15 juin 2024 (5 ans)                       | Ľudovít Ódor (2023)         | PS        |                              |                              |
| | Zuzana Čaputová  | 2019      | 15 juin 2019 – 15 juin 2024 (5 ans)                       | Robert Fico (2023-2024)     | PS        |                              |                              |
| | Peter Pellegrini | 2024      | depuis le 15 juin 2024 (1 an, 1 mois et 12 jours)         |                             | HLAS – SD | Robert Fico (2024-)          |                              |